# جون هنري فيلان
جون هنري فيلان (بالإنجليزية: John Henry Phelan)‏ هو شخصية أعمال أمريكي، ولد في 11 ديسمبر 1877، وتوفي في 19 مايو 1957.